# Palacio de los Obispos de Cracovia en Kielce
El palacio de los Obispos de Cracovia en Kielce (en polaco: Pałac Biskupów Krakowskich w Kielcach) es un palacio de recreo polaco construido en el siglo XVII como residencia de verano de los obispos de Cracovia en la ciudad de Kielce, (actual capital del voivodato de Santa Cruz). La arquitectura del palacio constituye una mezcla única de tradiciones polacas e italianas, y refleja las ambiciones políticas de su fundador. Actualmente, el palacio alberga una sucursal del Museo Nacional de Polonia con una importante galería de pinturas polacas.

## Historia

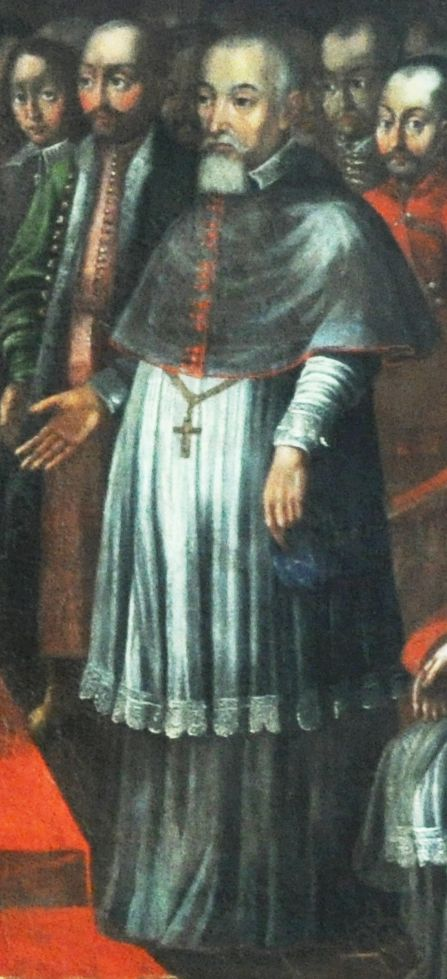
El fundador del palacio, Jakub Zadzik; detalle del fresco del techo que representa el juicio de los arrianos.

La residencia de los obispos de Cracovia (Kraków) en la ciudad de Kielce, fue fundada por el obispo Jakub Zadzik, Gran Canciller de la Corona. La edificación, erigida entre 1637 y 1644, se cubrió con altos áticos gemelos y se completó con torres en las esquinas.
Su planta simétrica, tripartita, las logias, las torres y el diseño interior se refieren a las residencias reales que datan de las décadas de 1620 y 1630, incluido el castillo de Ujazdów y la Villa Regia. El diseño del palacio se atribuye a Tommaso Poncino de Lugano (ca. 1570-1659), autor de numerosas obras de arquitectura sagrada y secular en Cracovia, Łowicz, Varsovia, Montaña Dorada, así como en la región de la Santa Cruzada.
Inicialmente, antes del palacio había un patio cerrado por muros con una puerta ceremonial desde la ciudad, el jardín trasero, llamado italiano, un huerto, todo ello rodeado por un muro con troneras y 2 bastiones. Uno de los bastiones se convirtió más tarde en una torre de la pólvora. Todo el complejo, incluida la iglesia Colegiata, la cour d'honneur, el palacio, el jardín y la torre, se alineó con un monasterio Bernardino en la colina de Karczówka (establecido entre 1624 y 1628).
El palacio se amplió en el siglo XVIII y se convirtió en una residencia de estilo francés entre cour et jardin. Se erigieron alas de un piso a ambos lados del patio, una de ellas estaba conectada por un porche interior con la colegiata y un seminario de la Iglesia de la Santísima Trinidad, financiada por el obispo Konstanty Felicjan Szaniawski. El jardín fue adornado con invernaderos de estilo francés, mientras que en el complejo del palacio se erigieron grandes establos, cocheras, escuela de equitación, un granero y una cervecería.
Después de la nacionalización de las propiedades del obispo en 1789, el palacio fue la sede de varias instituciones: la Dirección Principal de Minería (1816-1827) y la primera universidad técnica del país, la Academia de Minería y más tarde la sede de las autoridades de la provincia de Kielce (1867-1914). Durante la Segunda República Polaca se restauraron las cúpulas de las torres del siglo XVII, que habían sido eliminadas en el siglo XIX. Se reconstruyó el espacio interior: se quitaron los techos del siglo XVIII, dejando al descubierto techos con vigas y frisos. Entre 1919-1939 y 1945-1970, el palacio albergó la Oficina Provincial. La edificación se convirtió en museo en 1971.

## Museo Nacional en Kielce

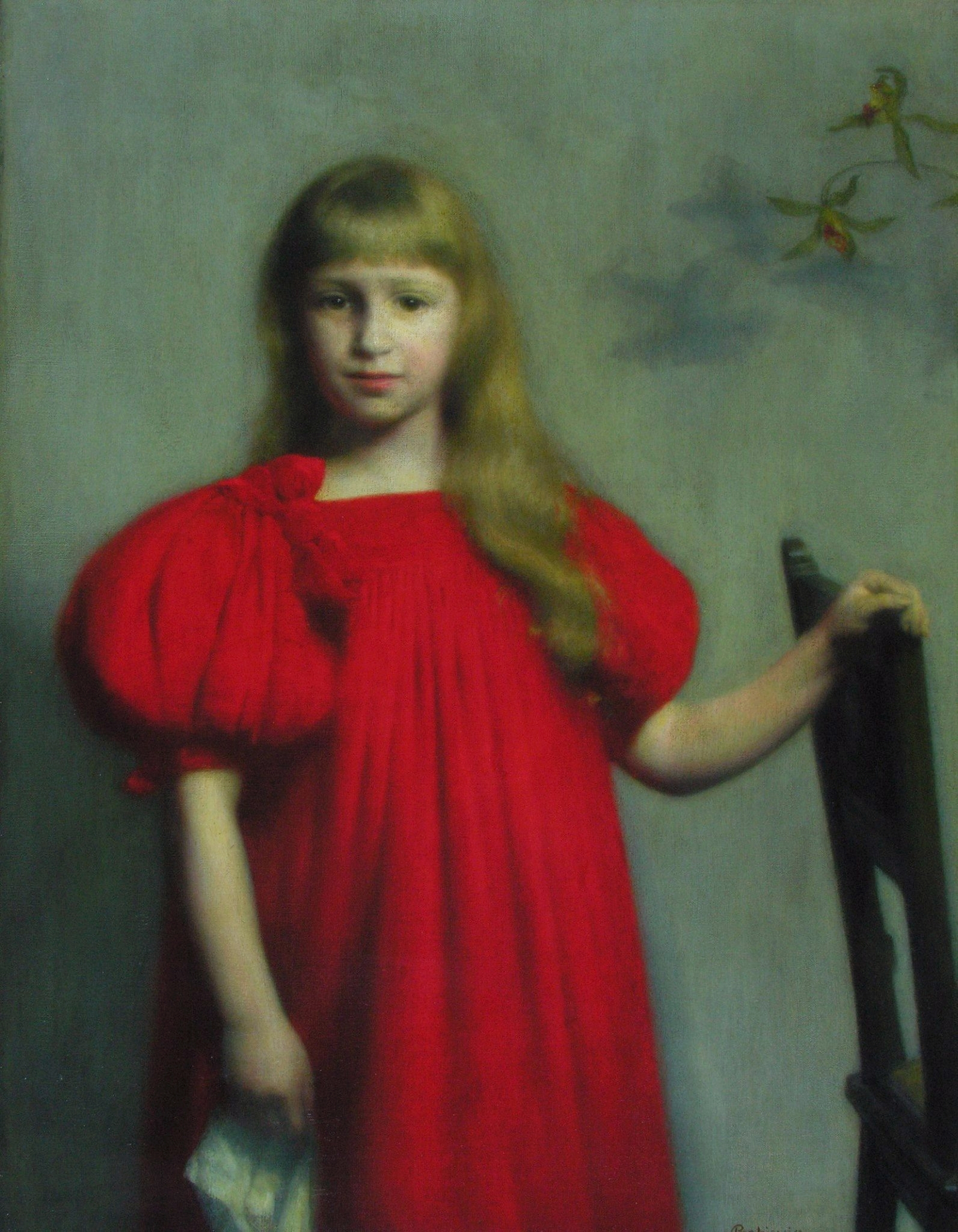
Retrato de una niña con un vestido rojo (Józefy Oderfeldówny, 1897), una de las obras más valiosas del museo

En 1971, por resolución de la Rama Provincial del Consejo Nacional, el complejo del palacio con los edificios adyacentes fue transferido al Museo Świętokrzyskie, seguido de la gran inauguración el 18 de septiembre de 1971 de las dos primeras exposiciones: una en la planta baja, llamada «Nueve siglos de Kielce»; y, en el segundo piso: la «Galería de Interiores Históricos». En 1975, en reconocimiento a su contribución al desarrollo de la cultura, la instalación recibió el rango de Museo Nacional por parte del Ministro de Cultura y Arte.
Las exposiciones permanentes en el Museo incluyen pintura de Europa occidental de los siglos XVII al XVIII, la pintura polaca de los siglos XVII al XX, artes aplicadas, arqueología, numismática, armería y otros. Especialmente interesantes son las obras del italiano Johann Baptist von Lampi el Viejo (Giambattista Lampi, conocido como Jan Chrzciciel Lampi en polaco), Leopold Gottlieb, Olga Boznańska, Józef Chełmoński, Aleksander Gierymski, Jacek Malczewski and Stanisław Wyspiański, entre otros.

## Complejo palaciego

### Exterior del palacio episcopal

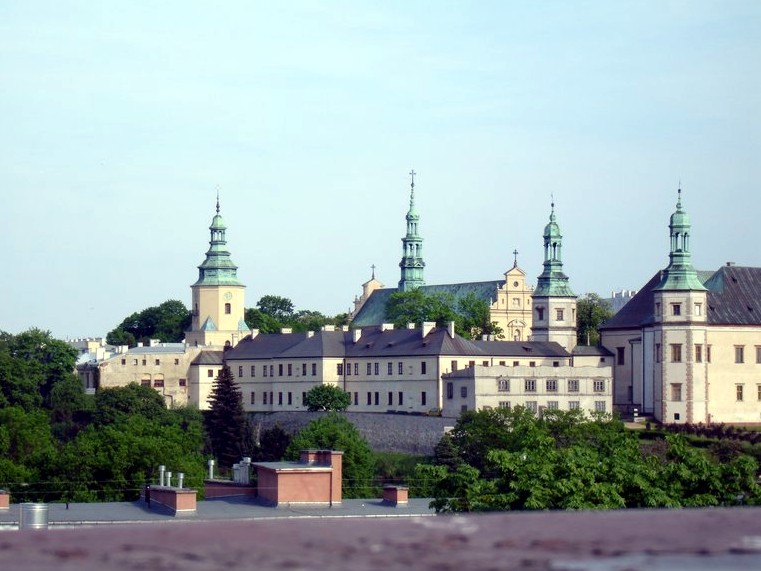
Vista lejana del complejo, con las torres del palacio episcopal y las de la iglesia colegiata

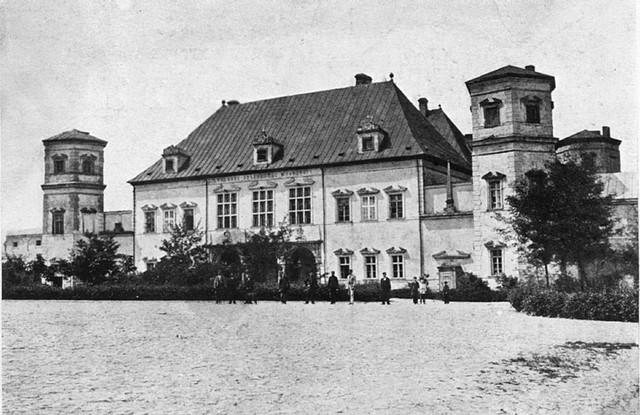
Vista histórica de la fachada antes de recuperar los remates de las torres.

La referencia para el diseño de las residencias de los obispos de principios del siglo XVII en Polonia eran los palacios reales. El castillo de Ujazdów, construido para el rey Segismundo III Vasa en 1624, fue una inspiración para el palacio de Kielce, mientras que a su vez el palacio de Kielce fue imitado por muchas familias de magnates para sus propias residencias señoriales (por ejemplo, el palacio de Tarło en Podzamcze, 1645-1650 y el palacio Radziwiłł en Biała Podlaska). Este tipo de palacio se conocía como Poggio-Reale porque combinaba un edificio de planta cuadrada con una logia central, con torres laterales, una disposición usada en la Villa Poggio Reale, cerca de Nápoles (1487-1489), según la concepción de Baldassare Peruzzi y Sebastiano Serlio. El palacio de Kielce fue construido de acuerdo con «los principios de la simetría italiana», como escribió Szymon Starowolski en su libro Polonia de 1652 publicado en Gdańsk. Los techos empinados, las torres y las decoraciones son sin embargo características del estilo neerlandés.
El acento principal de la fachada plana del palacio es la logia central adornada con pilares de mármol negro, que corresponden a las ventanas del primer piso del gran salón. Las arcadas de la logia estaban coronadas con cartouches de piedra con los escudos de armas del obispo Zadzik (Korab), de la Mancomunidad polaco-lituana (Águila Blanca y Pahonia con el escudo de la casa de Vasa) y del capítulo de Cracovia (Aarón - Tres Coronas), y obeliscos. Los lados de la edificación rectangular se terminaron con torres hexagonales cubiertas con cascos calados y conectadas con el edificio principal por muros rematados por obeliscos, con puertas que conducen a pequeños patios. Anteriormente, los muros también estaban adornadas con estatuas de los embajadores de Suecia y Moscovia. El espacio bajo las cornisas está decorado con un friso de esgrafiados.

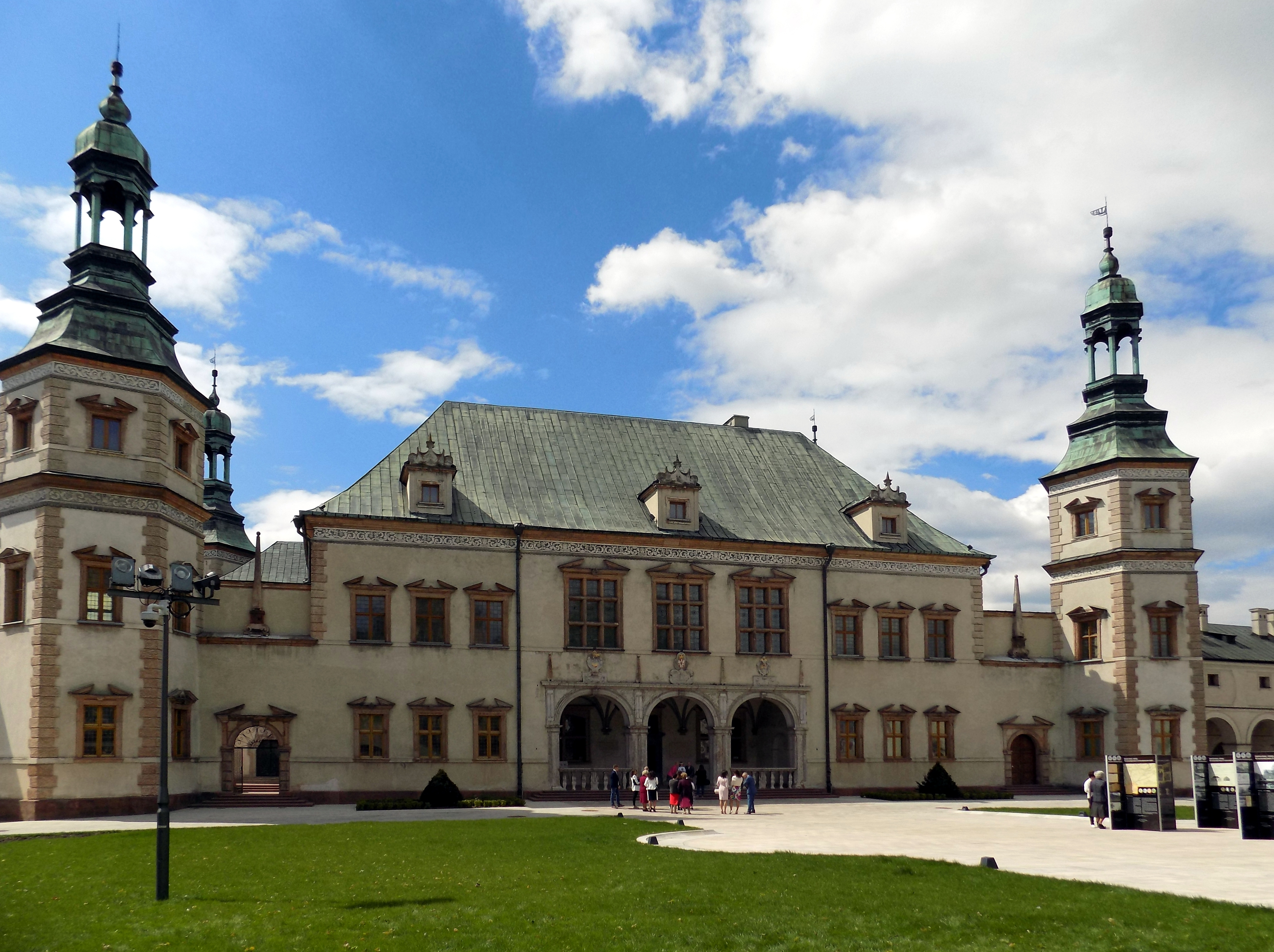
Fachada principal
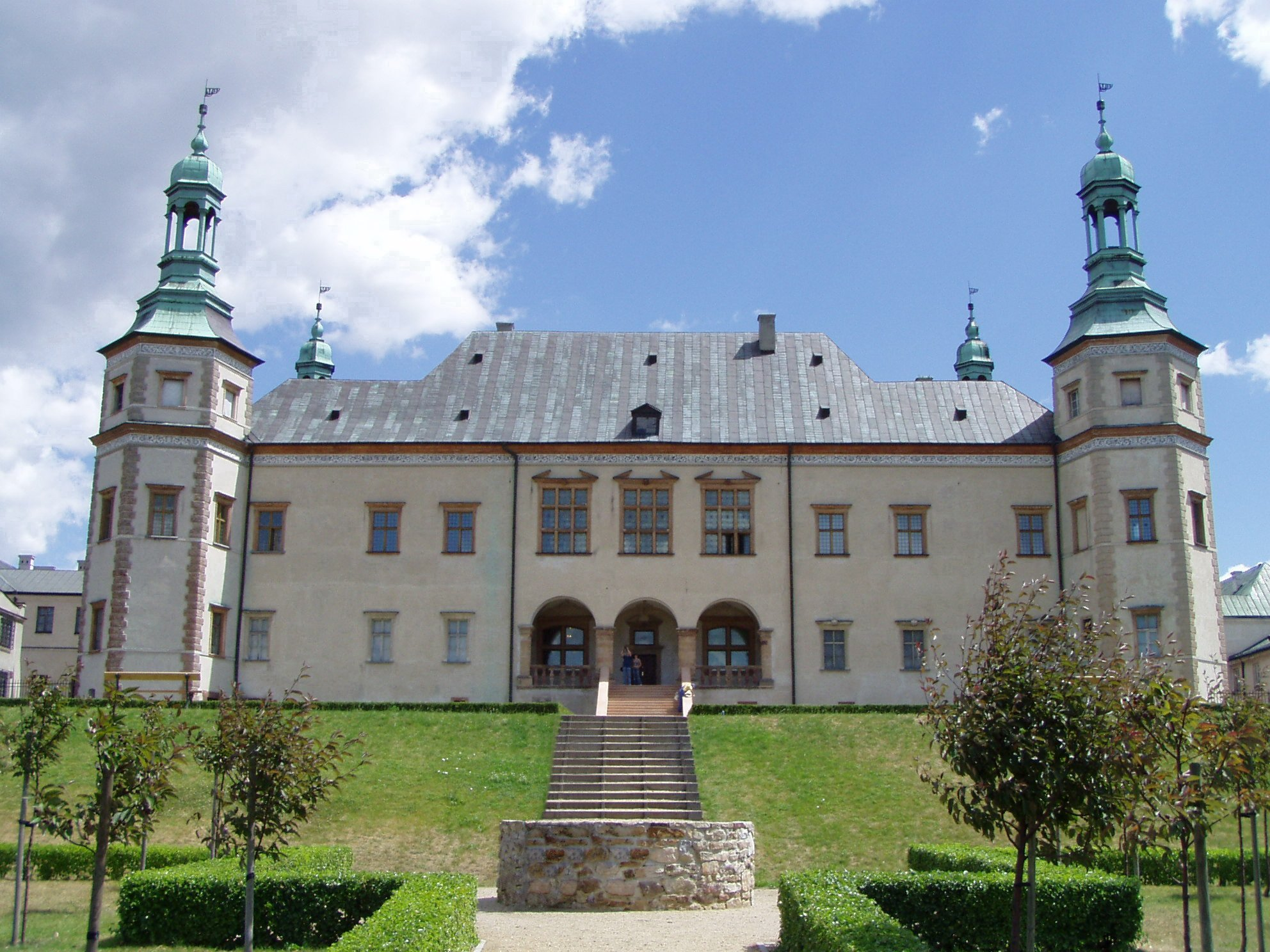
Fachada al jardín del palacio
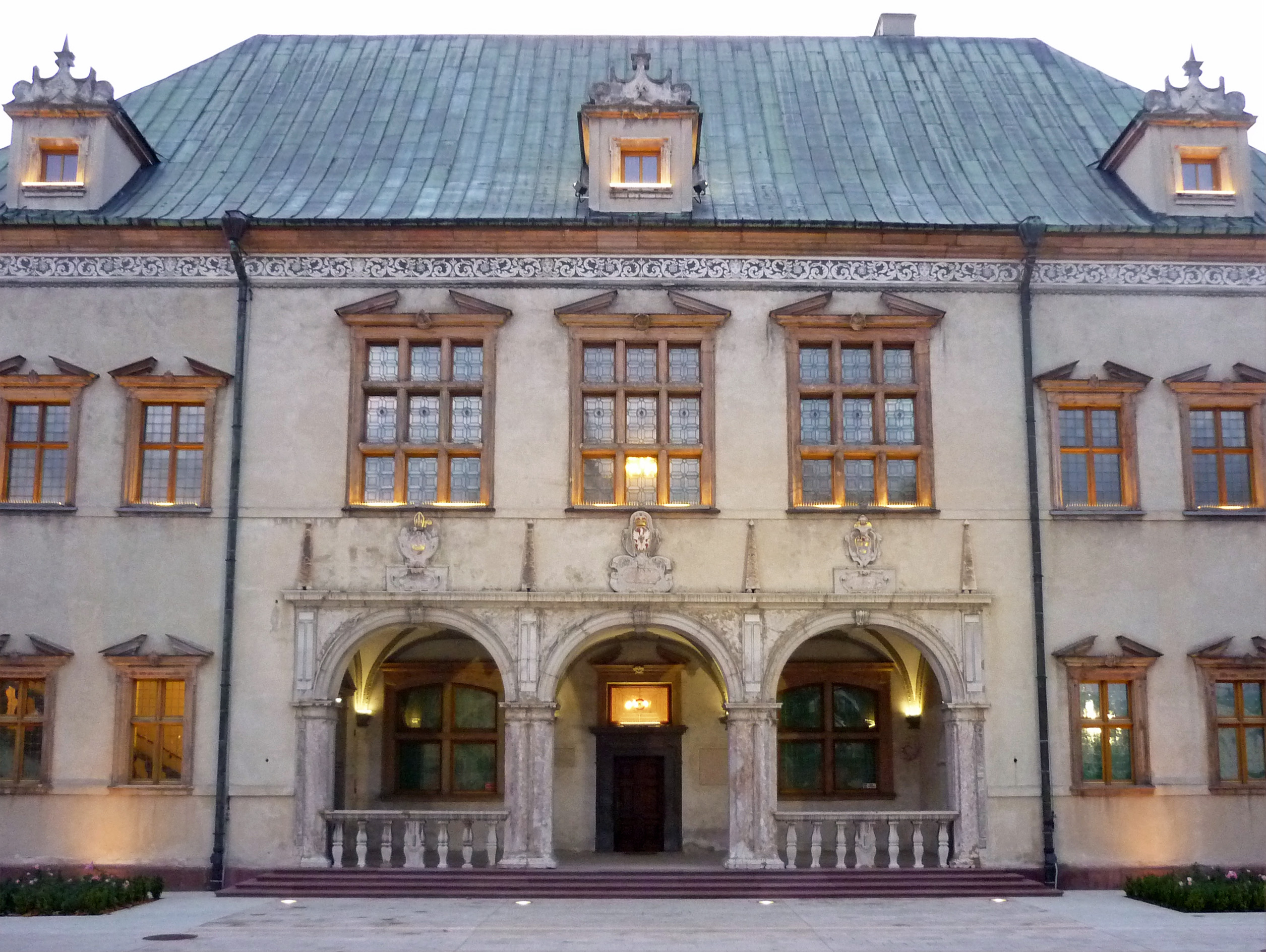
Detalle loggia central
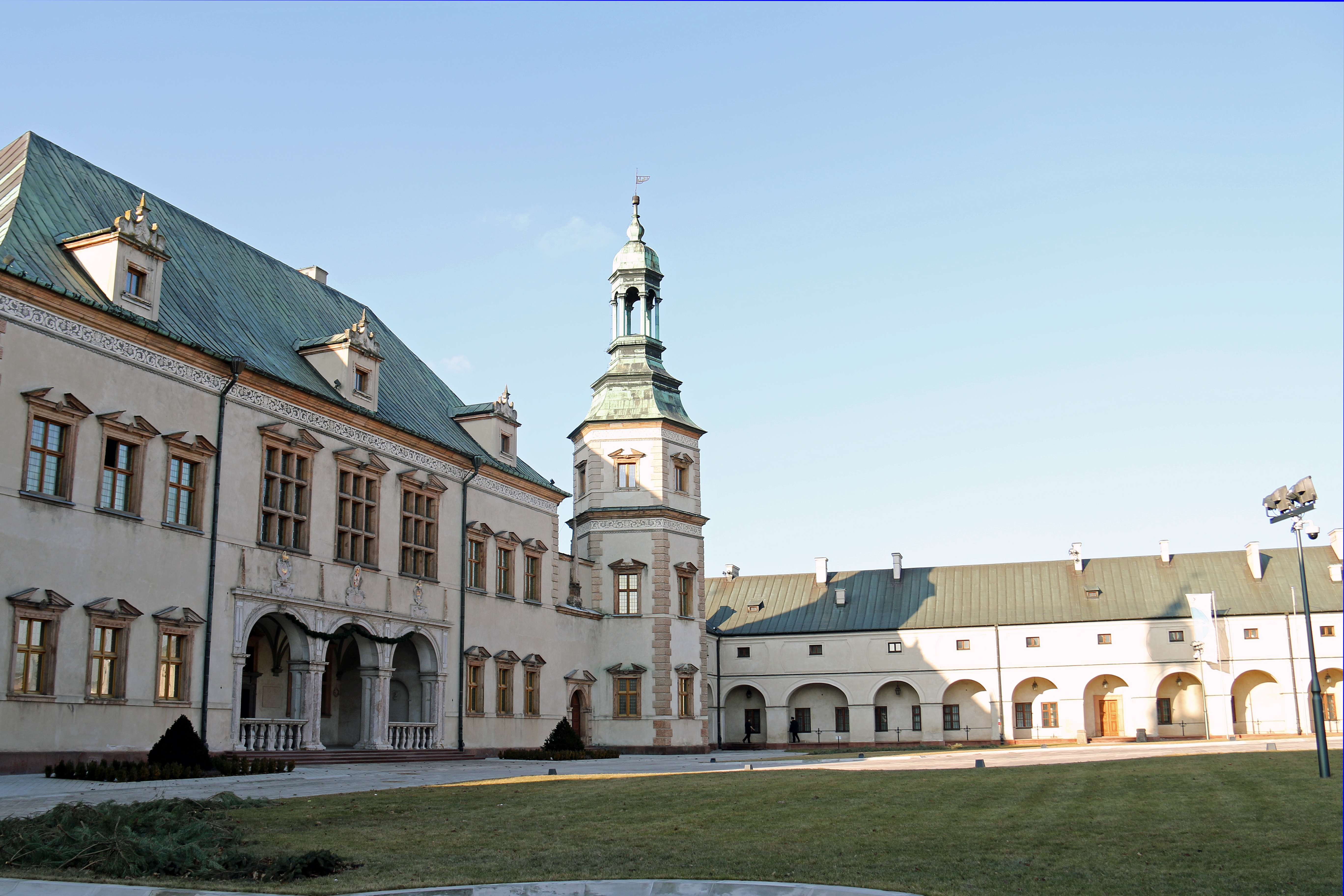
Ala con soportales
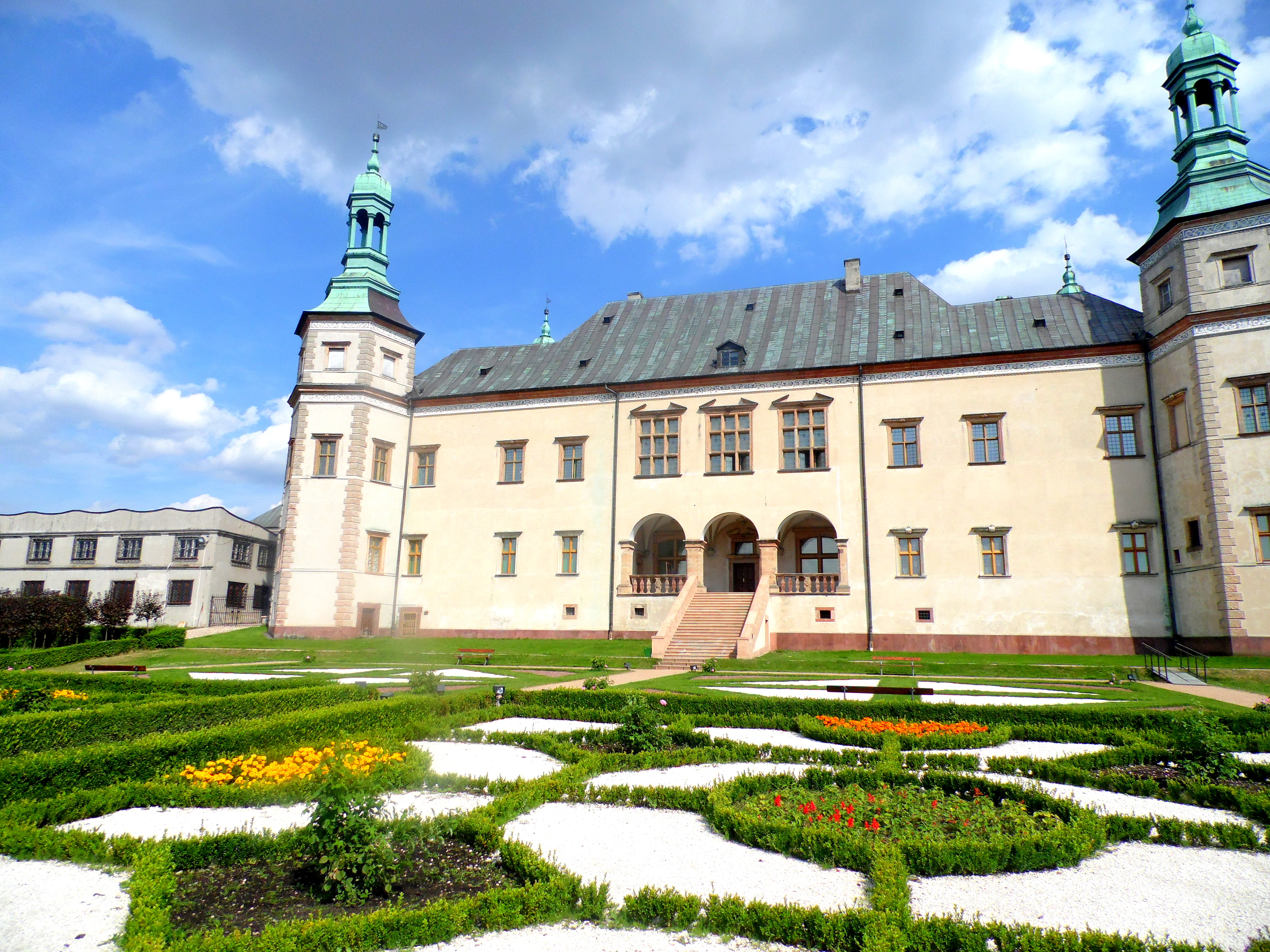

### Espacio interior

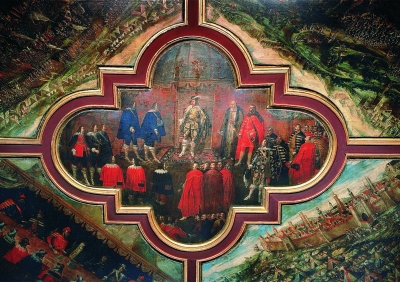
Tratado de Stuhmsdorf, pintura central de un plafón; se ven: el obispo Jakub Zadzik, el rey Władysław IV Vasa y el hetman Stanisław Koniecpolski.

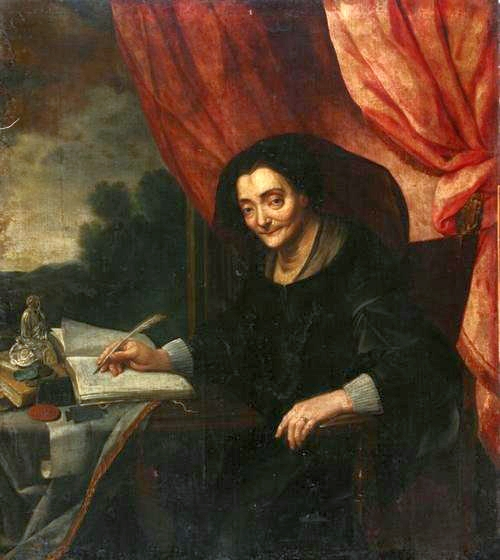
Retrato de Felice Zacchia Rondinini, hija del cardenal Laudivio Zacchia y renombrado coleccionista de arte, es una de las pinturas más valiosas de la colección del palacio.

La disposición interior del palacio refleja su función original. La planta baja estaba ocupada por los funcionarios de la corte episcopal, por los guardias y criados. La entrada principal a través de la loggia porticada conducía a la gran sala (ahora dividida), desde donde los pasillos abovedados conducían a los patios laterales. El lado izquierdo del palacio estaba ocupado por el podskarbi (tesorero), la tesorería, casilleros e instalaciones de almacenamiento, mientras que el derecho estaba reservado para el mariscal y el starosta (alcalde). Las cámaras estaban cubiertas con una techumbre plana de vigas simples, aunque parte de la tesorería estaba abovedada. Las bóvedas de las logias y de la alcoba noroeste estaban adornadas con decoraciones de estuco.
La escalera ceremonial conducía desde la logia frontal al piano nobile (primer piso). La disposición tripartita de las habitaciones está determinada por el gran salón en el frente, el comedor en la parte posterior y los departamentos residenciales en ambos lados. La gran sala estaba flanqueada por el sur con una capilla construida según el diseño de Sebastiano Sala, la tesorería y las llamadas profundidades de la estufa, en el otro lado había habitaciones para el clero. El comedor superior es uno de los interiores más impresionantes del palacio y cubre aproximadamente 200 m² con una altura de 6,8 m. El techo está compuesto por 21 vigas de alerce y 1017 tablas recubiertas con policromía que representan 40 escenas alegóricas (continentes, estaciones, meses), simbólicas (calavera, reloj de arena, mono, venado), escenas de paisajes y decoración geométrico-floral.
Las partes superiores de las paredes están cubiertas con un friso pintado, mientras que los espacios entre las ventanas están repletos de retratos del siglo XVII de los obispos de Cracovia: Jakub Zadzik y su sucesor Piotr Gembicki, los reyes Segismundo III y Władysław IV y el escudo de armas (igual que en la fachada). Las otras paredes estaban cubiertas con efigies pintadas de los obispos de Cracovia: 35 bustos de obispos desde Paweł de Przemanków (1266-1292) hasta John Albert Vasa (1632-1634) que datan de la primera mitad del siglo XVII. La fila inferior de 16 retratos de Jakub Zadzik a Karol Skórkowski (1830-1851) fue pintada por Aleksander Rycerski, que en los años 1861-1863 llevó a cabo una remodelación del friso superior. El comedor conducía a las suites más distinguidas: el «apartamento de los obispos» a la izquierda y el «apartamento del senador» a la derecha. Las habitaciones estaban adornadas con techos con marcos dorados tallados llenos de pinturas al óleo, creadas en el taller de Cracovia de Tommaso Dolabella, un pintor italiano activo en Polonia desde 1598, que también participó en la decoración del Palazzo Ducale en Venecia.
El apartamento de los obispos constaba de dos antecámaras, un dormitorio-estudio y un estudio. La antecámara adyacente a la zona del comedor estabao decorada con un plafón que representaba la escena del tratado de 1634 que puso fin a la guerra polaco-moscovita (Tratado de Stuhmsdorf), mientras que sus paredes estaban cubiertas con un cordobés dorado. Entre los elementos del mobiliario original, los más importantes son la chimenea de mármol negro rematada con el escudo de Korab y los restos del suelo de mármol. Los techos de armazón venecianos, que siguen el patrón del Palazzo Ducale, aparecieron en Polonia a principios del siglo XVII inicialmente en los interiores de las residencias reales (castillo de Wawel). Esta decoración pronto se convirtió en la principal característica de las cámaras representativas de las residencias nobles, los ayuntamientos e incluso las casas de los comerciantes. Entre una docena de los techos documentados en fuentes, solo dos se conservan: en Gdańsk y en Kielce.
El techo de la antecámara ubicada junto al dormitorio-estudio está adornado con los escudos de la familia del obispo Zadzik (Korab, Jelita, Dołęga, Rola), la pintura central del plafón representa la escena parlamentaria de 1638 de El juicio de los arrianos, con retratos del rey Władysław IV, del obispo Zadzik y otros dignatarios y de un grupo de disidentes. La escena de fondo es un vasto paisaje de una ciudad con una iglesia (¿Raków?) y la partida de los arrianos (hermanos polacos), miembros de la iglesia protestante polaca, que enseñaron la igualdad y la hermandad de todas las personas. En las esquinas son visibles personificaciones de las estaciones. Al igual que en la habitación contigua, las paredes se cubrieron con una fábrica verde-dorada, se recrearon el portal y el piso de mármol.

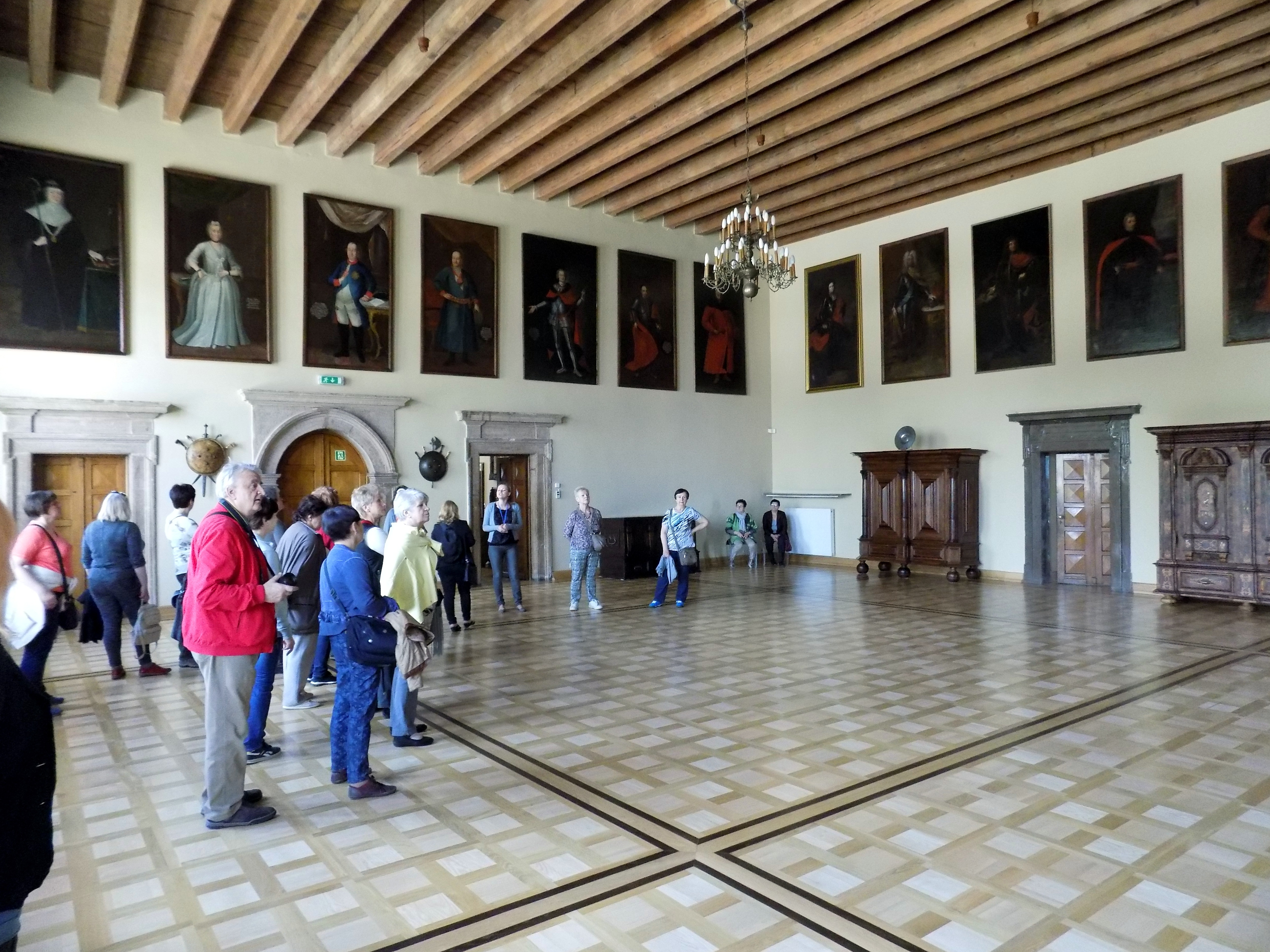
Interior del palacio
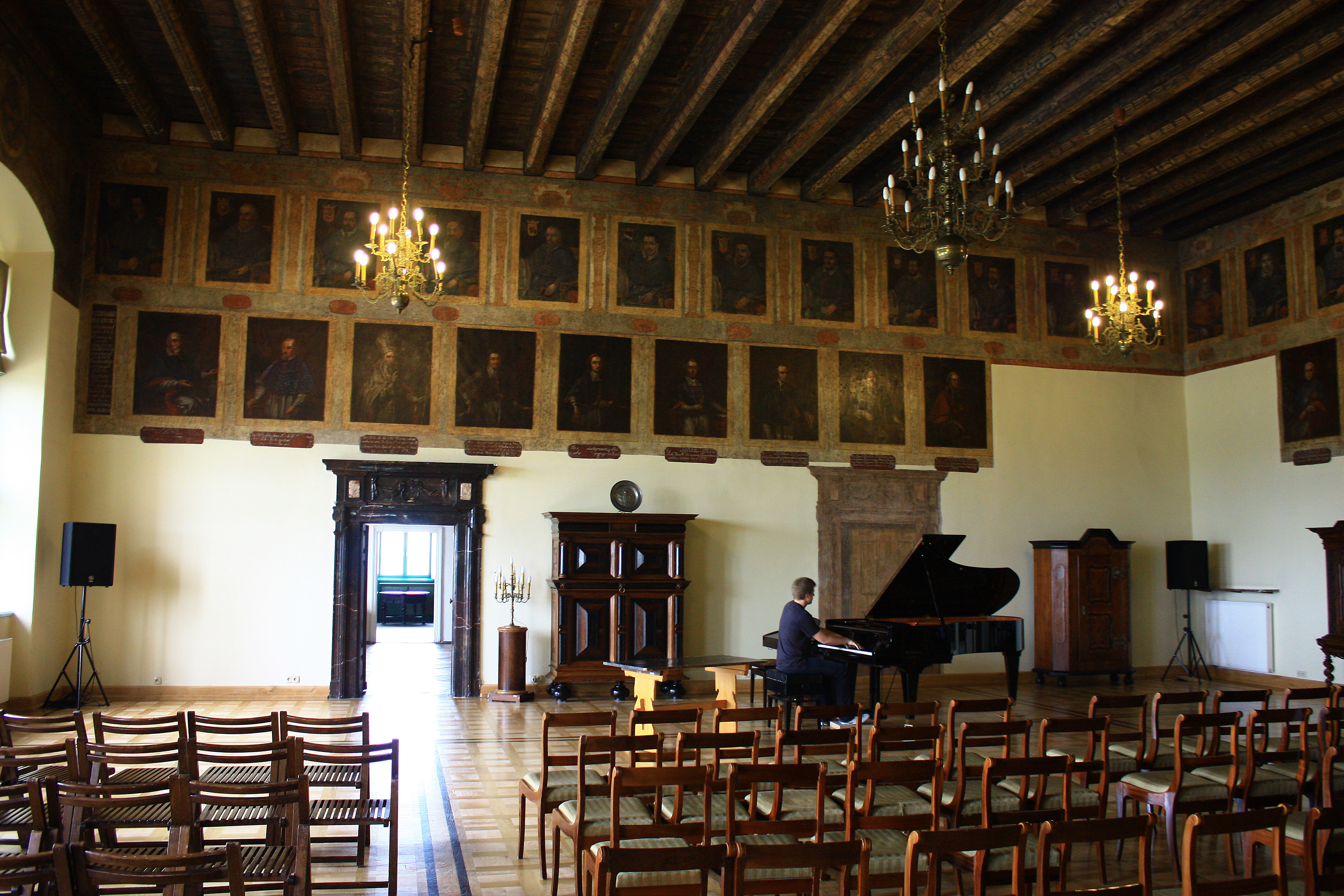
Antiguo comedor de la planta superior con la galería de retratos de obispos
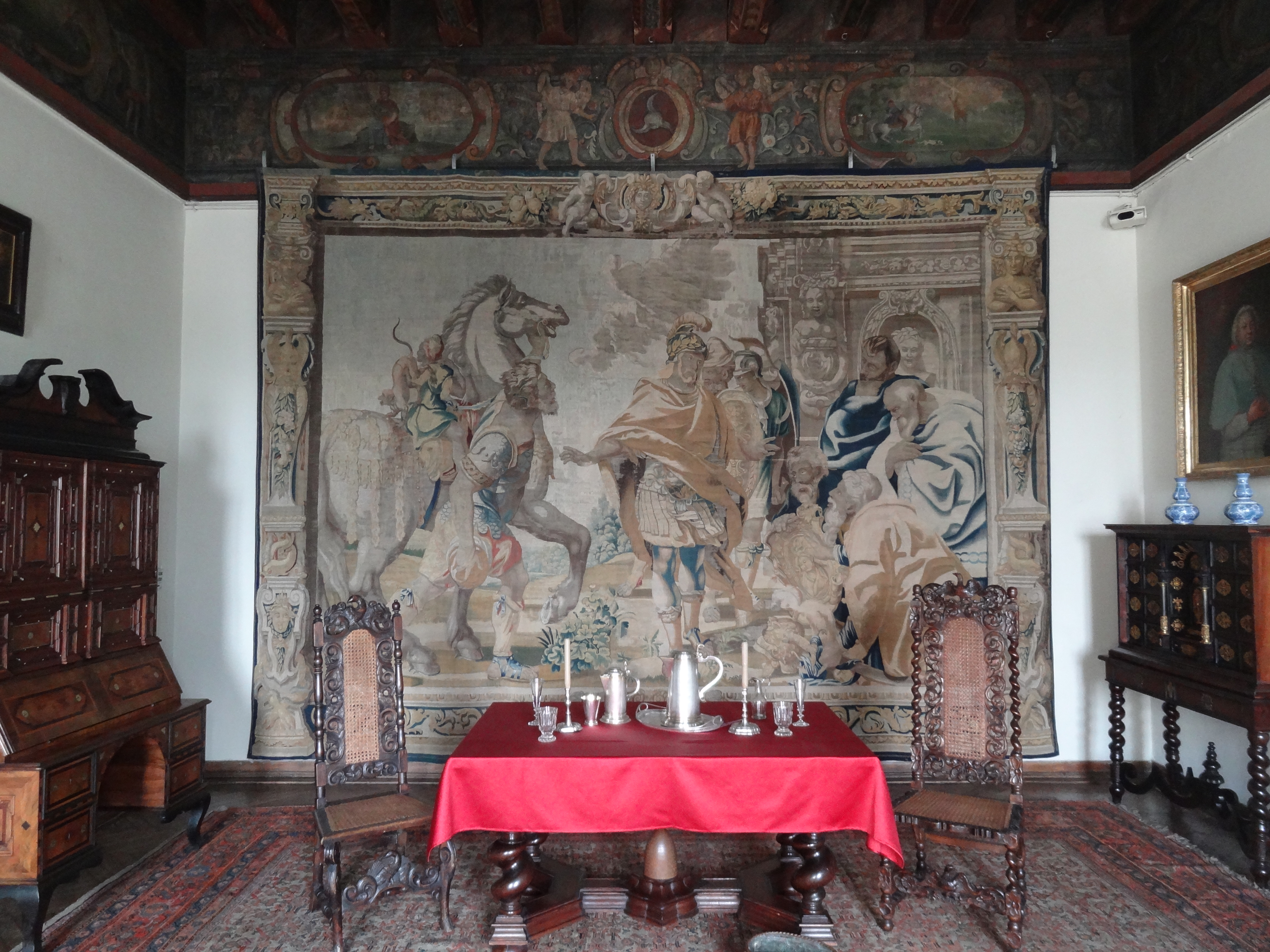
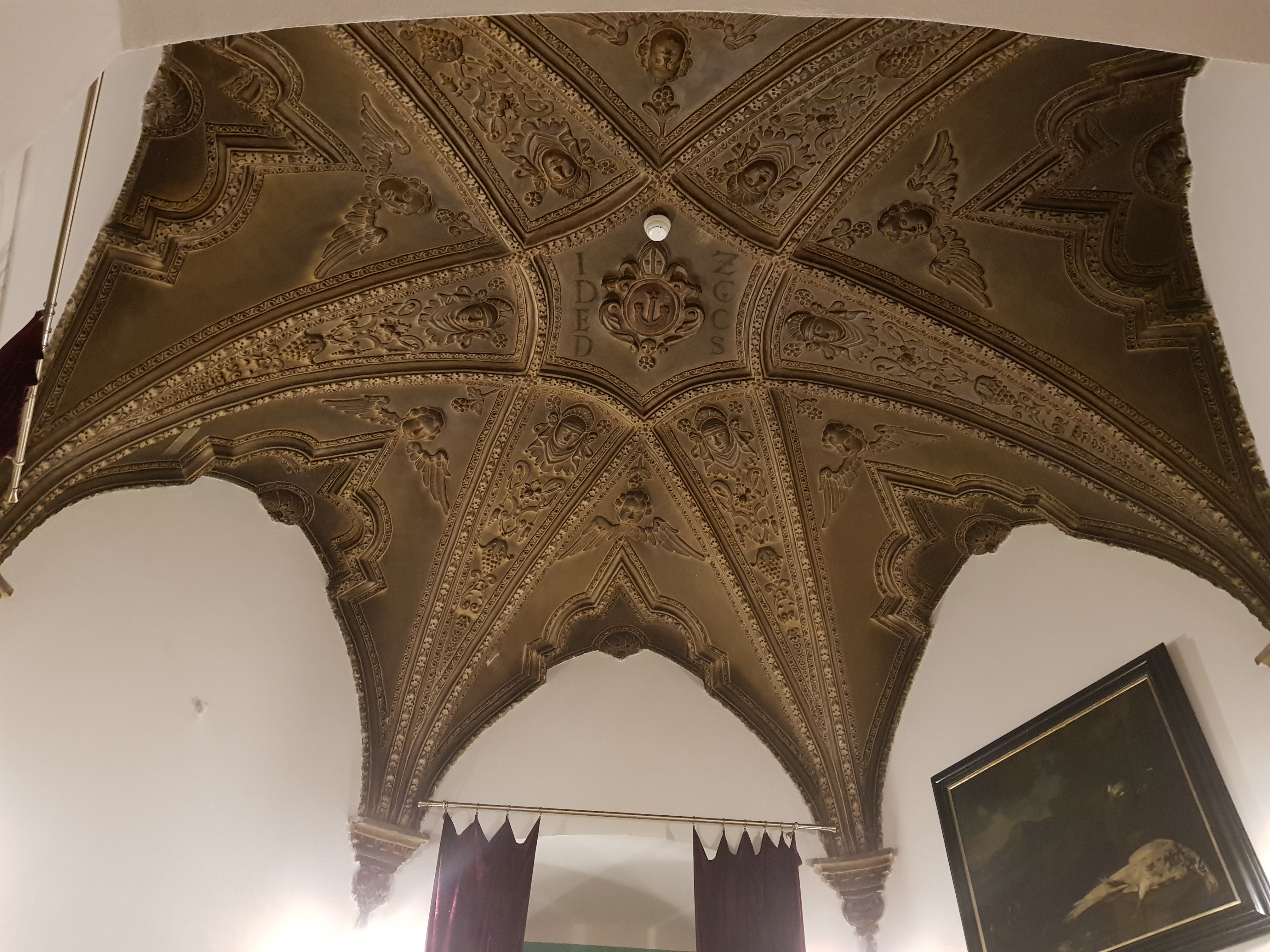
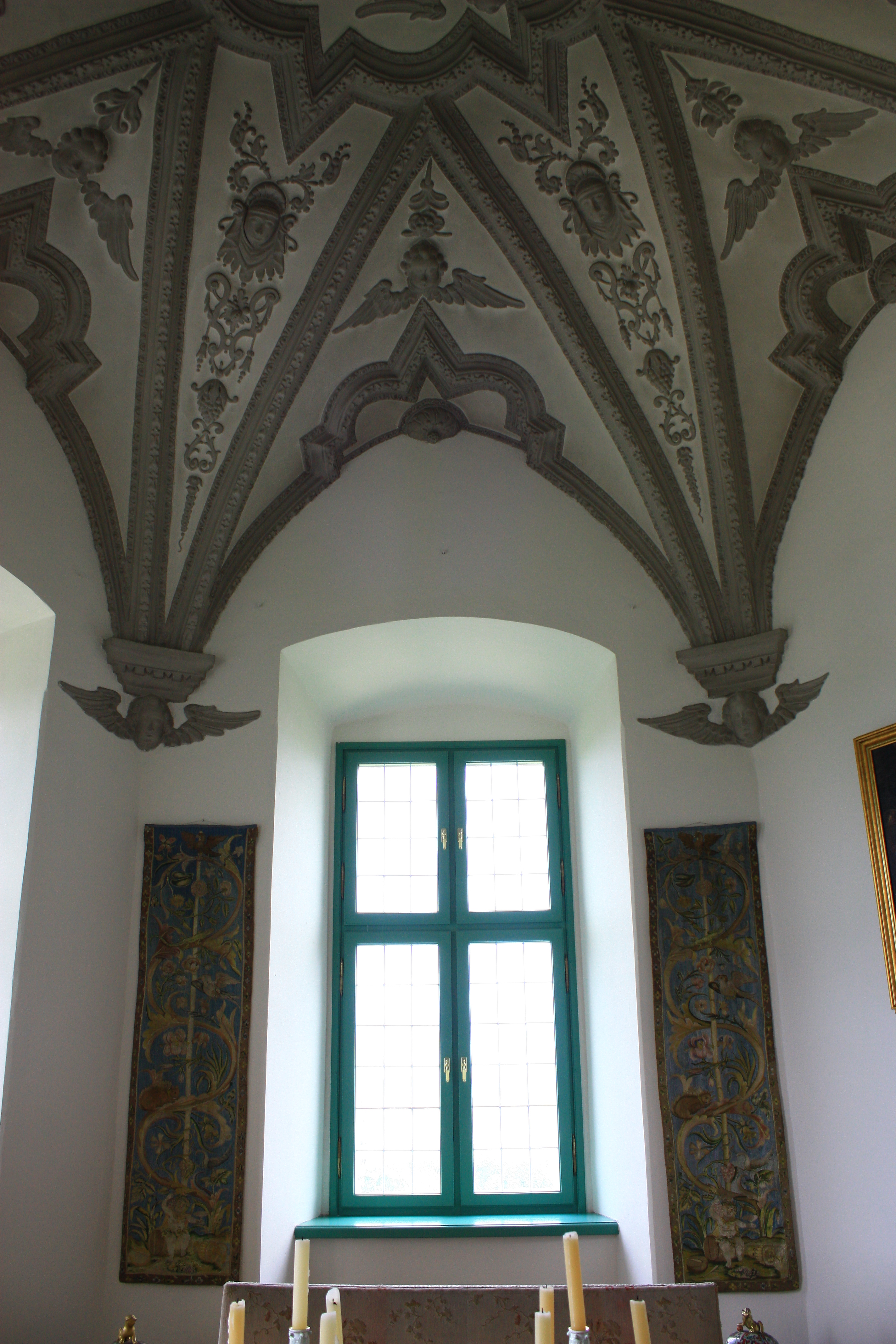

- Archivo:Kominek palace Kielce.jpg

## Jardines

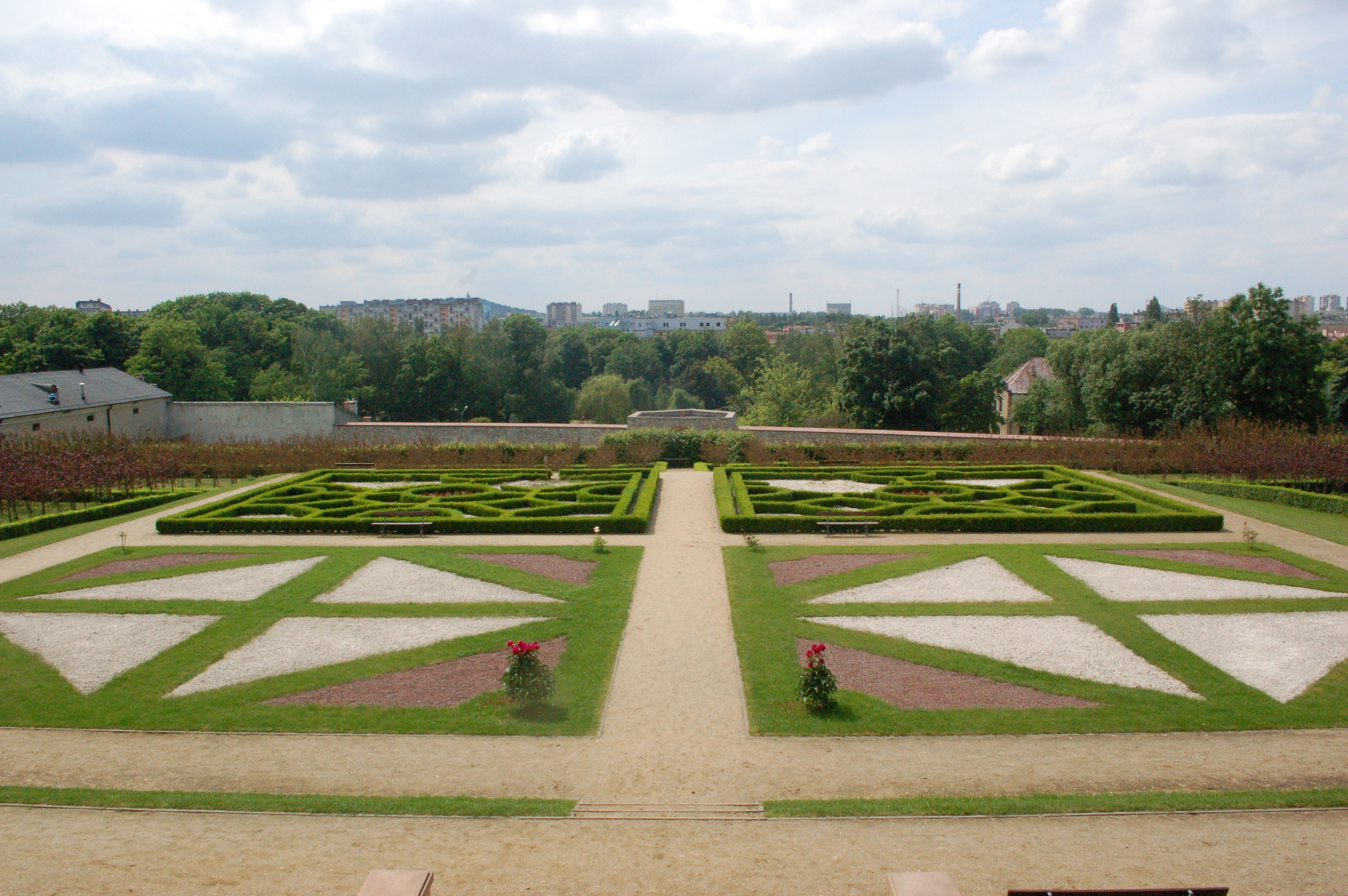
Jardín italiano aterrazado

Desde los comienzos el palacio estaba acompañado de un pequeño jardín decorativo, llamado italiano, en alusión a los jardines de castillo creados dentro de los muros. El eje del jardín era la extensión del eje del palacio, que conducía desde la logia hasta un pozo, techado por una cúpula verde, y a la torre de la pólvora. La terraza central con hierbas y flores de temporada estaba rodeada de árboles frutales, formando un huerto de corte. El apartamento directamente adyacente a la fachada occidental del palacio formaba parte integral del apartamento formal, estaba acompañado por el llamado  giardino segretto (jardín secreto), un lugar solo para el propietario.
En los siglos siguientes se mantuvo la ordenación del jardín manierista. Los parterres geométricos simétricos se enriquecieron con hileras de carpinus con gazebos de tilo y se plantaron árboles frutales enanos (membrillos, cerezos, manzanos). También había varias edificaciones: una orangerie, un fighouse, dos invernaderos, una casa de hielo y marcos fríos para el cultivo de plantas de semillero.
En 1789, después de la toma de posesión de las propiedades de los obispos por parte de las autoridades civiles, parte de las parcelas del jardín se asignaron a los funcionarios, se reconstruyó la escalera que conducía del palacio al jardín y se borró el diseño original del jardín. El jardín geométrico del siglo XVII con una parte central rodeada por un huerto de manzanos fue restaurado en 2003.

## Otras edificaciones

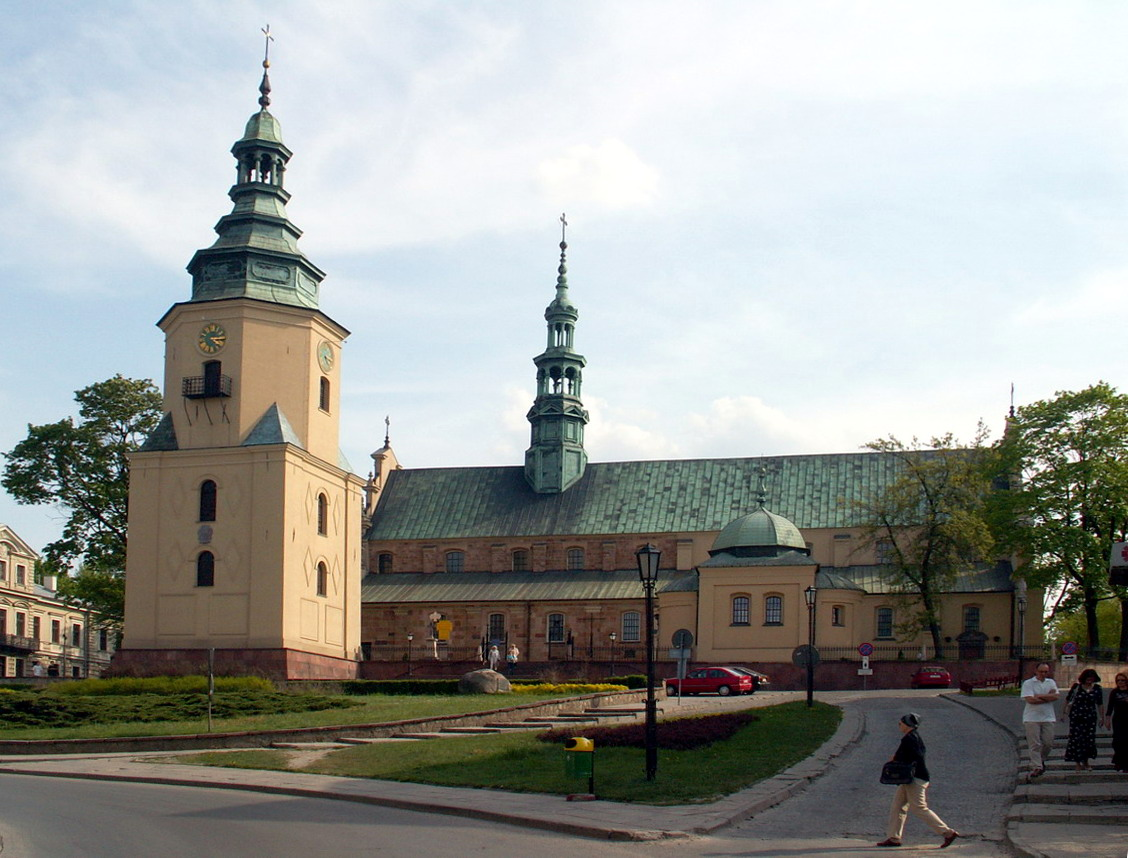
Iglesia colegiata, reconstruida entre 1632 y 1635.

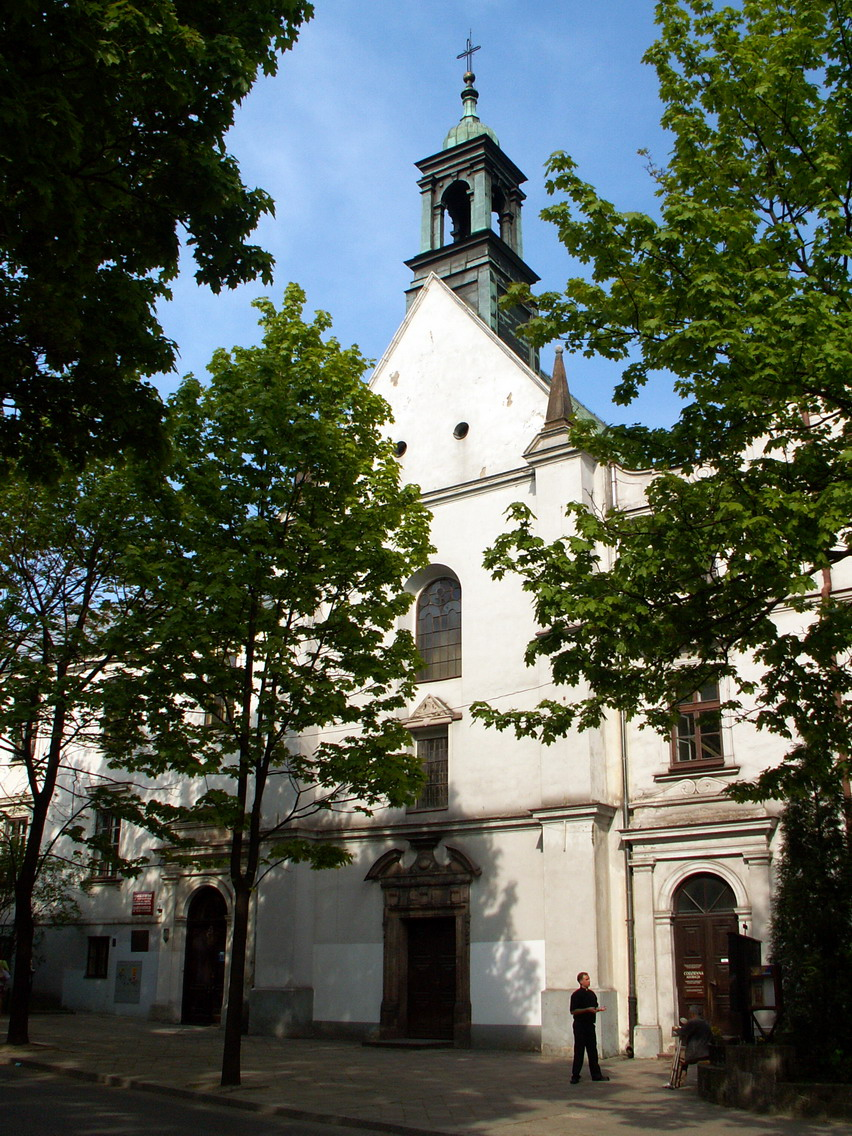
Iglesia de la Santísima Trinidad, construida entre 1640 y 1644.

El complejo palaciego original de los siglos XVII-XVIII incluye también la iglesia colegiata, la iglesia de la Santísima Trinidad y un seminario. La Colegiata fue establecida en 1171 por el obispo Gideon (Gedko) junto con el capítulo colegiado y una parroquia. La iglesia original de piedra labrada fue construida en estilo románico. La iglesia fue ampliada en el siglo XVI, en la primera mitad del siglo XVII (1632-1635) y después de 1719 formando una basílica de tres naves y fue reconsagrada en 1728 por Konstanty Felicjan Szaniawski.
El altar mayor barroco, realizado por Antoni Frączkiewicz, fue decorado con un cuadro de la Asunción, pintado en Roma en 1730 por Szymon Czechowicz. El interior tiene muchos monumentos, incluido uno de los monumentos más importantes del arte renacentista en Polonia: la tumba de Elżbieta de Krzycki Zebrzydowska, madre del obispo Andrzej Zebrzydowski.
La primera mención de la Iglesia de la Santísima Trinidad data de 1602. En 1638, el obispo Jakub Zadzik estableció la iglesia rectoría del hospital de la Santísima Trinidad. Poco después se construyó una iglesia de piedra acompañada de un edificio de madera de un hospital. La construcción se completó en 1644 y se erigió la capilla de la Asunción de la Santísima Virgen María patrocinada por Stanisław Czechowski, el starosta de Kielce. La nueva iglesia fue consagrada dos años después, el 6 de abril de 1646 por el obispo Piotr Gembicki. En 1725 el obispo Konstanty Felicjan Szaniawski fundó el actual altar mayor, los altares laterales, bancos y un púlpito. También había iniciado la construcción de la sacristía y establecido un seminario en 1726.

## Influencias

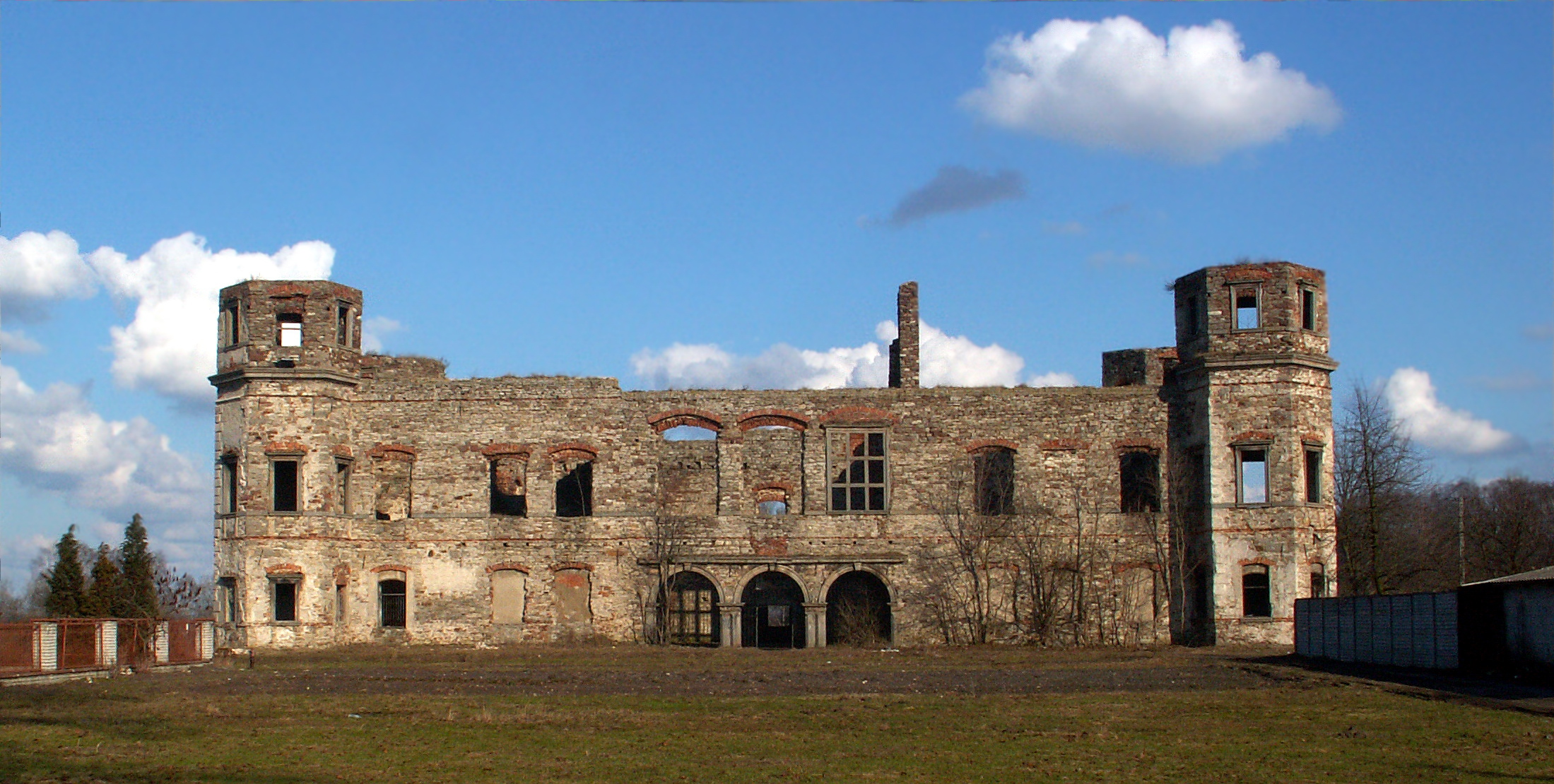
Palacio Tarło en Podzamcze, Piekoszowskie.

La edificación tuvo una gran influencia en la arquitectura contemporánea inmediatamente después de su finalización. El fundador de una de las imitaciones más importantes en Podzamcze Piekoszowskie fue Jan Aleksander Tarło, voivoda de Sandomierz. El palacio fue construido entre 1645 y 1650, y su construcción había costado el equivalente a 30 aldeas. La propiedad fue propiedad de la familia Tarło hasta 1842, y cambió de propietario varias veces en los años siguientes. Después de un incendio a mediados del siglo XIX, el palacio se convirtió en ruinas. Cuenta la leyenda que durante el banquete ofrecido por el obispo Jakub Zadzik en su palacio recién construido en Kielce, el anfitrión rechazó la invitación de Jan Aleksander Tarło, diciendo «No me quedaré en chozas» y Tarło ofendido dijo: «Invito a Su Excelencia a Piekoszów durante dos años, al mismo palacio que aquí tiene Su Excelencia».